# Stephen Williams
Stephen Williams (* 6. června 1996) je britský profesionální silniční cyklista jezdící za UCI ProTeam Israel–Premier Tech. V říjnu 2020 byl jmenován na startovní listině Vuelty a España 2020.

## Hlavní výsledky
2016
Suir Valley 3 Day
vítěz 1. etapy
New Zealand Cycle Classic
3. místo celkově
2017
2. místo Flèche Ardennaise
2018
Ronde de l'Isard
 celkový vítěz
 vítěz vrchařské soutěže
vítěz etap 1 a 2
4. místo Ronde van Zuid-Holland
Giro Ciclistico d'Italia
5. místo celkově
vítěz 7. etapy
9. místo Lutych–Bastogne–Lutych Espoirs
2021
CRO Race
 celkový vítěz
vítěz 5. etapy
2022
Tour de Suisse
vítěz 1. etapy
2023
Arctic Race of Norway
 celkový vítěz
vítěz 3. etapy
Národní šampionát
3. místo silniční závod
8. místo Eschborn–Frankfurt
2024
Tour Down Under
 celkový vítěz
vítěz 6. etapy
vítěz Valonský šíp

### Výsledky na Grand Tours
| Grand Tour      | 2020 | 2021 | 2022 | 2023 | 2024 |
| --------------- | ---- | ---- | ---- | ---- | ---- |
| Giro d'Italia   | —    | —    | —    | 93   | —    |
| Tour de France  | —    | —    | —    | —    | 73   |
| Vuelta a España | DNF  | —    | —    | —    |      |

| —   | Nezúčastnil se |
| DNF | Nedokončil     |